# بيت مونتجمري
 منزل مونتجمري (بالإنجليزية: I. T. Montgomery House) هو منزلً تاريخيً في شارع ويست ماين في موند بايو، ميسيسيبي، الولايات المتحدة. 
بني في عام 1910 ، وكان منزل إشعياء مونتغمري (1847-1924) ، وهو عبد سابق لجيفرسون ديفيس كان له دور فعال في تأسيس مون بايو، واحدة من أولى المدن الناجحة اقتصاديًا التي أسسها العبيد المحررين. 
أعلن كمعلم تاريخي وطني في عام 1976. [بحاجة لمصدر]

## الوصف والتاريخ
يقع منزل مونتجمري في منطقة سكنية جنوب وسط مدينة موند بايو، على الجانب الغربي من شارع الجادة الجنوبية الرئيسية في منتصف الطريق بين الشارع الاخضر الغربي والشارع الغربي الجنوبي .
 
هو مبنى من طابقين، بسقف ورك وأساس من الطوب المرتفع. يحتوي على شرفة من طابق واحد تمتد عبر واجهة المنزل، مع سقف الورك المدعوم بأعمدة دوريك مربعة مائلة مثبتة على أرصفة من الطوب. يتم الوصول إلى الشرفة من خلال درج طويل مع دوران الزاوية اليمنى. و أقسام من عدة جوانب من المنزل، تعلوها فجوات ذات طنفات عميقة.
كان إشعياء توماس مونتغومري شخصية رائدة في تأسيس موند بايو، واحدة من أنجح مجتمعات ميسيسيبي التي أنشأها العبيد الذين حررتهم الحرب الأهلية الأمريكية . كان وابن عمه، كلاهما عبيد سابقين من مزرعة الرئيس الكونفدرالي جيفرسون ديفيس ، جزءًا من محاولة فاشلة لتأسيس مثل هذا المجتمع في زاوية واحدة من مزرعة ديفيس. بعد بناء خط سكة حديد عبر مقاطعة بوليفار في ثمانينيات القرن التاسع عشر، اعتبرت هذه الأرض الممنوحة للسكك الحديدية موقعًا أكثر ملاءمة لمثل هذه المستوطنة. 
كان مونتغمري مفيدًا في تجنيد المستوطنين والمساعدة في بناء المجتمع الجديد، الذي أعطته الدولة ميثاق المدينة في عام 1912.
و تم بناء هذا المنزل لمونتغمري في عام 1910 ، وكان منزله حتى وفاته. بعد وفاة مونتغمري في عام 1924 ، تم استخدام المنزل للممرضات والمعلمين والسكن الخاص.